# Labruyère-Dorsa
Labruyère-Dorsa is een gemeente in het Franse departement Haute-Garonne (regio Occitanie) en telt 143 inwoners (1999). De plaats maakt deel uit van het arrondissement Muret.

## Geografie
De oppervlakte van Labruyère-Dorsa bedraagt 2,2 km², de bevolkingsdichtheid is 65,0 inwoners per km².
De onderstaande kaart toont de ligging van Labruyère-Dorsa met de belangrijkste infrastructuur en aangrenzende gemeenten.

## Demografie
Onderstaande figuur toont het verloop van het inwonertal (bron: INSEE-tellingen).